# Benòs
Benòs és una entitat de població del municipi d'Es Bòrdes, a la comarca de la Vall d'Aran. L'any 2019 tenia 25 habitants censats.
El poble es troba a 910 m d'altitud, enlairat a la dreta de la Garona, sobre el poble de les Bordes, en una posició similar però més a ponent de Begòs. A un extrem del poble hi ha l'església parroquial de Sant Martí, d'origen romànic, bé que refeta al segle xviii.
La central hidroelèctrica de Benós es troba entre el riu Garona i la carretera N-230.